# Alcoholes del Uruguay
Alcoholes del Uruguay es una compañía agroindustrial de Uruguay, encargada de la refinación de azúcar, la destilación de alcoholes y la producción de biocombustibles, diésel y otros elementos químicos.

## Creación
Fue creada en 2006 cuando el Estado adquiere el ingenio azucarero de la Cooperativa Agrícola Limitada Norte Uruguayo (CALNU), en la ciudad Bella Unión en el departamento de Artigas.
Alcoholes del Uruguay es una empresa de derecho privado, la cual es subsidiaria de la Administración Nacional de Combustibles, Alcohol y Portland (o Grupo ANCAP) y de Petróleos de Venezuela, en calidad de accionista minoritario.

## Infraestructura
Posee tres plantas de amplia superficie en el país, la primera en el Parque Industrial Capurro en Montevideo, la segunda en la ciudad de Paysandú, y la tercera en Bella Unión.

## Productos
Sus principales productos son procesados de diversas materias primas locales, desde cultivos, cereales, oleaginosos y caña de azúcar, hasta aceite reciclado y grasa animal, obteniendo diversos productos como biodiésel, bioetanol, energía eléctrica, harinas proteicas (alimento animal), azúcar y glicerina. También es el encargado de la distribución de los solventes fabricados por la petrolera estatal Ancap.

### Marcas
- Azúcar Bella Unión
- Alcoholes líquidos ANCAP
- Alcohol en Gel ANCAP